# Stefan von Wernhardt
Stefan von Wenhardt (Hermannstadt, 26 marzo 1806 – Vienna, 17 agosto 1869) è stato un generale austriaco.

## Biografia

### La famiglia
Stefan nacque in seno ad una famiglia di antiche tradizioni militari, distintasi in particolare all'epoca delle guerre contro i turchi del XVII secolo, ottenendo nel 1646 la nobiltà ereditaria col titolo di cavaliere del Sacro Romano Impero. Suo padre era il barone Paul von Wernhardt (1776-1846), magnate ungherese del Consiglio Privato dell'imperatore, generale di cavalleria e cavaliere dell'Ordine militare di Maria Teresa per le brillanti azioni da lui condotte all'epoca delle guerre napoleoniche. Sua madre era Maria Anna, figlia del feldmaresciallo luogotenente barone Giuseppe Cerrini di Monte Varchi ed era sorella del maggiore generale Karl Cerrini di Monte Varchi. Nel 1818 suo padre aveva ottenuto l'elevazione del titolo di famiglia al rango baronale

### La carriera
Dopo gli studi militari, Stefan entrò nelle file dell'esercito imperiale austriaco sino a raggiungere il grado di capitano. Nel 1841 venne promosso al grado di maggiore e destinato al 48º reggimento di fanteria, trasferendosi poi dal 1843 con la promozione a tenente colonnello nel 21º reggimento "arciduca d'Este".
Nominato colonnello, il 30 maggio 1845 venne trasferito al 32º reggimento fanteria e poi al 41°. Il 9 aprile 1849 venne promosso maggiore generale dopo la brillante azione condotta durante l'assedio di Timisoara, servendo poi come comandante del locale distretto militare. Nel 1851 ottenne poi il comando del 10º corpo d'armata e poi del 1° a Vienna. Oltre che valente ufficiale, von Wernhardt fu un eccellente conoscitore e tecnico delle armi, nonché eccellente tiratore e propose nel 1851 l'introduzione nell'esercito austriaco del fucile Lorenz, nonostante l'opposizione di alcuni capi militari.
Wernhardt venne promosso il 26 ottobre 1852 al grado di feldmaresciallo luogotenente e venne destinato dapprima a Zurigo come addetto militare, ma poi dovette rientrare in Italia con lo scoppio della seconda guerra d'indipendenza italiana dove venne destinato a Verona, col non facile compito di rinforzare la fortezza ed i forti locali nel più breve tempo possibile. Malgrado il suo impegno, condusse il compito senza la dovuta perizia e di fronte agli insuccessi dell'esercito austriaco, venne sollevato dall'incarico. L'imperatore Francesco Giuseppe, che non lo aveva dimenticato, lo nominò il 28 aprile 1859 al ruolo di comandante del 10º corpo d'armata e combatté nella battaglia di Solferino del 28 giugno 1859.
Decise di pensionarsi dal servizio attivo il 3 giugno 1862. Wernhardt si trovava già in pensione quando, nel 1866, venne chiamato per introdurre la retrocarica nei fucili in dotazione all'esercito, dialogando in questo con Karl Wänzel e Josef Werndl.
Morì a Vienna nel 1869.

## Matrimonio e figli
Stefan von Wernhardt sposò il 20 novembre 1847 la baronessa ungherese Charlotte Kémeny de Gyerö Monostor (17 marzo 1829 - 8 marzo 1859). La coppia ebbe in tutto cinque figlie e due figli: il maggiore di questi, Paul Vincenz (5 dicembre 1851 - 19 agosto 1923), entrò anche nella carriera militare ed il 2 maggio 1910 raggiunse anch'egli come il padre ed il nonno il grado di feldmaresciallo luogotenente.

## Onorificenze

### Onorificenze straniere
| Controllo di autorità | VIAF (EN) 30309843 · ISNI (EN) 0000 0000 1367 5964 · CERL cnp01085754 · GND (DE) 117304085 |